# Pancorius inexpectatus
Espèce
Pancorius inexpectatus est une espèce d'araignées aranéomorphes de la famille des Salticidae.

## Distribution
Cette espèce est endémique de la province de Lâm Đồng au Viêt Nam,. Elle se rencontre dans le parc national de Bidoup Núi Bà.

## Description
La carapace du mâle holotype mesure 2,70 mm de long sur 1,90 mm et l'abdomen 2,35 mm de long sur 1,45 mm et la carapace de la femelle paratype 2,80 mm de long sur 2,10 mm et l'abdomen 3,70 mm de long sur 2,50 mm.

## Systématique et taxinomie
Cette espèce a été décrite par Logunov en 2024.

## Publication originale
(juillet 2024).
- Logunov, 2024 : « Jumping spiders (Araneae: Salticidae) of the Bidoup–Nui Ba National Park, Lam Dong Province, Vietnam. » Arachnology, vol. 19, no 8, p. 1074-1099.